# Craspedopoma hespericum
Craspedopoma hespericum is een slakkensoort uit de familie van de Cyclophoridae. De wetenschappelijke naam van de soort is voor het eerst geldig gepubliceerd in 1857 door Morelet & Drouet.